# Jean-Baptiste Couchery
Jean-Baptiste Claude François Couchery est un homme politique français né le 4 avril 1768 à Besançon (Doubs) et mort le 26 octobre 1814 à Paris.

## Biographie
Professeur avant la Révolution, il émigre en Suisse, puis revient en France pour ne pas être inscrit sur la liste des émigrés. Procureur de la commune de Besançon en 1792. Destitué en 1793, il revient après la 9 thermidor, comme procureur général syndic du département du Doubs, montrant une sévérité pour les anciens Montagnards.
Il est élu député du Doubs au Conseil des Cinq-Cents le 22 vendémiaire an IV, se montrant hostiles aux institutions républicaines et combattant le Directoire. Il est déchu de son mandat après le coup d’État du 18 fructidor an V. Il quitte la France sous le Premier Empire, participant à la rédaction du journal l'Ambigu, édité à Londres, propriété du journaliste Jean-Gabriel Peltier. Il rentre en France en 1814, avec Louis XVIII, qui lui donne des lettres de noblesse.

## Sources
- « Jean-Baptiste Couchery », dans Adolphe Robert et Gaston Cougny, Dictionnaire des parlementaires français, Edgar Bourloton, 1889-1891 [détail de l’édition]